# Isola Margarita (Colombia)
L'isola Margarita (detta anche isola Mompox) è la più grande isola fluviale della Colombia. Si trova alla confluenza del fiume Cauca con il Magdalena. Amministrativamente fa parte del dipartimento di Bolívar. L'area dell'isola è di 2.100 km². Centro importante dell'isola è la città di Santa Cruz de Mompox.